# Distretto di Faisalabad
Il distretto di Faisalabad (in urdu: ضلع فیصل آباد) è un distretto del Punjab, in Pakistan, che ha come capoluogo Faisalabad. Secondo il censimento del 1998 aveva una popolazione di 5.429.547 abitanti di cui quasi il 42% erano in Faisalabad City.
Nel 1982 Toba Tek Singh (fino ad allora all'interno del Distretto di Faisalabad) è stato creato come un distretto separato da Faisalabad.

## Geografia antropica

### Suddivisioni amministrative
Dal 2005, Faisalabad è stato ri-organizzata come una città-distretto, e si compone di otto Tehsil Municipal Administrations (TMA) (o città).
1. Lyallpur Town
2. Madina Town
3. Jinnah Town
4. Iqbal Town
5. Chak Jhumra Town
6. Jaranwala Town
7. Samundri Town
8. Tandlianwala Town

Ram Dewali è tra i maggiori villaggi.

## Società

### Evoluzione demografica
Dati del censimento del 1998:
| Maschi                             | 2 826 908 (50,07%) |
| Femmine                            | 2 602 639 (49,93%) |
| Sex Ratio (maschi per 100 femmine) | 108,6              |

| Popolazione urbana | 2 318 433 (42,70%) |
| Popolazione rurale | 3 111 114 (52,30%) |